# Jahn-Denkmal (Wuppertal)

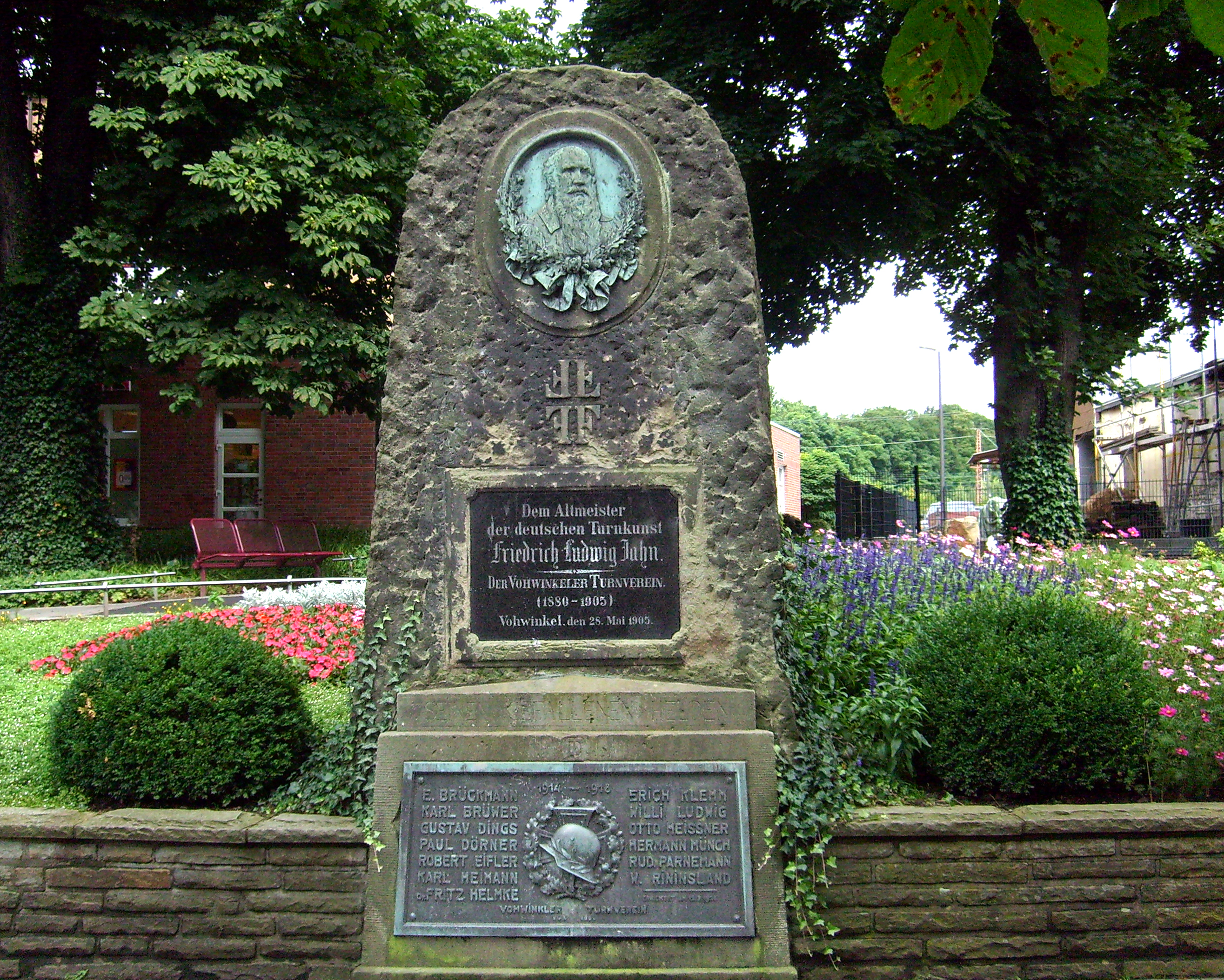

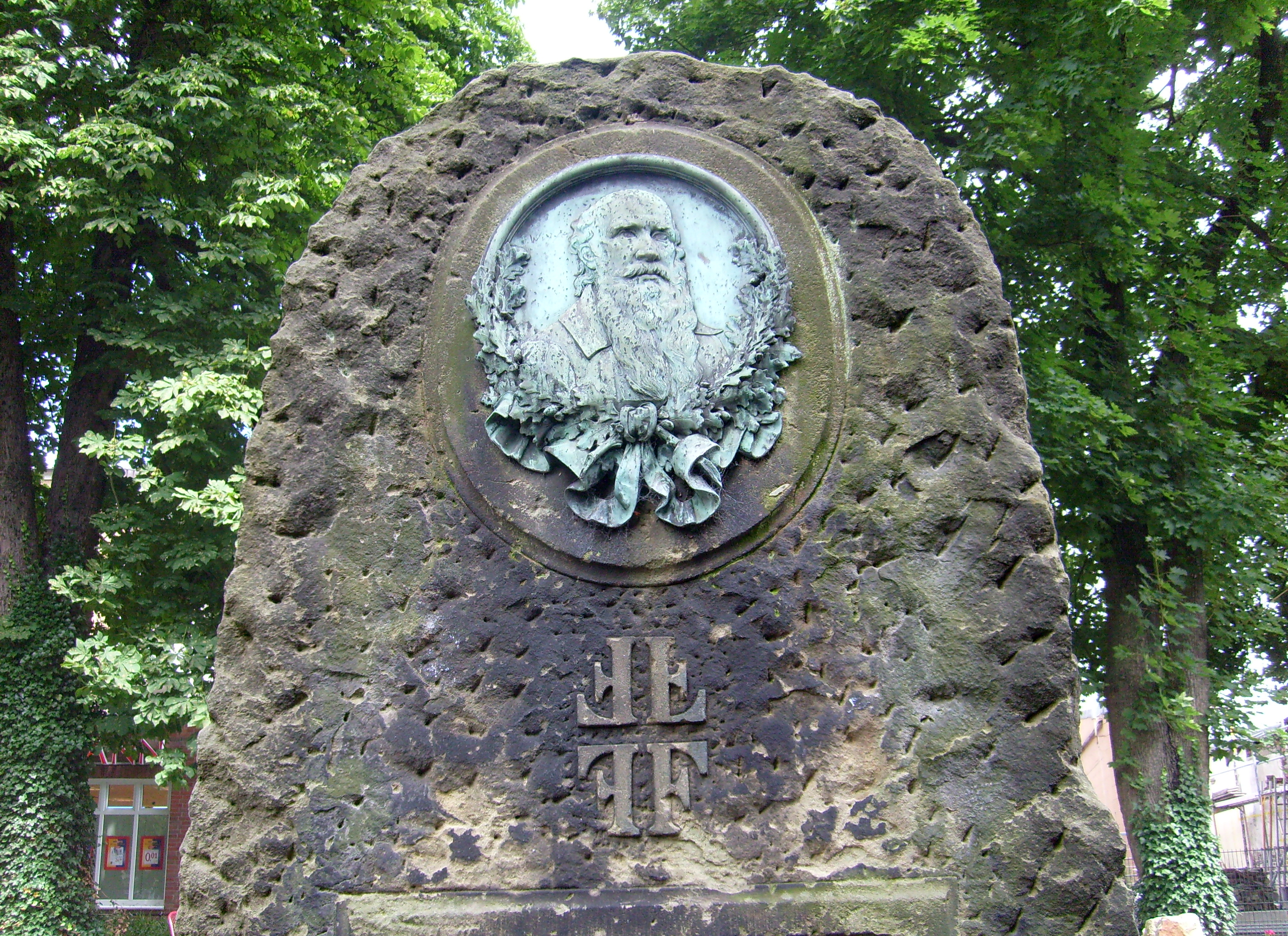

Das Jahn-Denkmal im Zentrum des Wuppertaler Stadtteils Vohwinkel ist ein Stein zum Gedenken an Friedrich Ludwig Jahn, auch bekannt als Turnvater Jahn. Der senkrecht stehende Stein befindet sich in einem kleinen Stadtpark (Stationsgarten) bei Stütze Nummer 8 der Wuppertaler Schwebebahn in der Nähe ihrer Endhaltestelle. Das Denkmal wurde vom damaligen Vohwinkeler Turnverein am 28. Mai 1905 eingeweiht. Es zeigt (von oben nach unten) ein Porträt von Friedrich Ludwig Jahn, viermal den Buchstaben „F“ als Turnerkreuz für den Wahlspruch „Frisch Fromm Fröhlich Frei“, eine Steinplatte mit der Inschrift (siehe unten) und seit 1925 am unteren Ende eine Eisenplatte zum Gedenken an die Gefallenen des Ersten Weltkriegs, die das Denkmal in seiner Bedeutung über das Turnen hinaus erweitert.

## Inschrift
| Dem Altmeister der deutschen Turnkunst Friedrich Ludwig Jahn Der Vohwinkeler Turnverein (1880–1905) Vohwinkel, den 28. Mai 1905. |

## Nach dem Ersten Weltkrieg
Am 12. Juli 1925 wurde das Denkmal durch den Vohwinkeler Turnverein um eine Gedenkplakette für die im Ersten Weltkrieg gefallenen Vereinsmitglieder erweitert.